# 刘守文
刘守文（？—910年），深州乐寿（今河北献县）人。
刘仁恭之長子。898年，奉父命击败义昌节度使卢彦威，遂为义昌节度使。刘仁恭之次子刘守光曾因与刘仁恭的爱妾罗氏通姦，被刘仁恭趕出家門。昭宗天祐二年七月十三日夜，魏博李公佺作亂未果，焚府舍，剽掠，出奔滄州（今河北沧州东南），投奔刘守文。天祐三年劉守文遣兵萬人攻貝州，又攻冀州，拔蓨縣，進攻阜城。
刘仁恭在沧州被朱全忠打敗逃脱回幽州，在幽州城西的大安山（今北京房山西北）兴土木，收集美女，炼丹药。唐哀帝天祐四年（907年）（同年，朱全忠受禅于唐，登基为后梁太祖），宣武将领李思安攻幽州（今北京市），刘仁恭的次子刘守光从城外率军进入击退李思安後，随即自称卢龙节度使，並派元行钦攻取大安山，擒住刘仁恭。又派元行钦杀死刘仁恭的其他儿子们。刘守文当时镇守沧州和德州（今山东陵县）一带，闻父被囚，大哭曰：“哀哀父母，生我辛劳。自古岂有仇父者，我家生此枭獍，我生不如死！”即刻统沧州、德州两地兵力来攻，互有胜负。刘守文担心后梁袭击自己，派使者降梁，并送儿子刘延祐为质。梁太祖加刘守文中书令，抚纳之。
开平三年（909年），刘守文联合契丹、吐谷浑部众，大举进攻刘守光并击败之，这时，他站出到自己军前，命令他们不得伤害弟弟刘守光。元行钦见状冲上前生擒了刘守文，刘守文军崩溃。部下推其子刘延祚领沧州，刘守光押刘守文于城下，沧州不为所动。但最终沧州还是被刘守光攻克。不久刘守光杀害刘守文，又归罪于凶手而杀之。刘守文另一子刘延进逃亡，北宋初年将领刘光义就是刘延进的儿子。